# Steentijmereprijs
Steentijmereprijs (Veronica acinifolia) is een eenjarige plant die behoort tot de weegbreefamilie (Plantaginaceae). De soort komt vooral in Zuid- en Zuidwest-Europa voor. In Nederland en België is ze alleen zeer lokaal aanwezig, in Vlaanderen was de laatste waarneming in 1990. Steentijmereprijs groeit op open plekken met een matig voedselrijke grond, veelal zandgronden.

## Kenmerken
De plant wordt 5 tot 15 centimeter hoog. De blauwe bloemen bloeien van april tot het eind van de zomer. De vrucht is een doosvrucht. Deze ereprijssoort valt vooral op door haar lange, rechtopstaande vruchtstelen die een aantal keren langer zijn dan haar vruchtkelk.

## Groeiplaatsen in Nederland
Steentijmereprijs werd in Nederland voor het eerst, samen met onder andere muizenstaart en klein bronkruid, in 2001 aangetroffen in een gerooide boomgaard bij Kremselen, een buurtschap bij Sint-Oedenrode, een biotoop waarin de soort ook in zuidelijker streken regelmatig gevonden wordt. Bij de vondst werd al aangenomen dat de plant zeer waarschijnlijk met pootmateriaal was meegekomen, hetgeen voor vondsten die daarna in Noord-Brabant zijn gedaan ook voor de hand ligt. In 2013 werden meer dan honderd exemplaren geteld op een plek in Hoogeveen. Ze groeiden er samen met algemeen voorkomende soorten als zandraket, kleine veldkers, vroegeling en winterpostelein in een berm met jonge bomen en struiken. Ook hier zal de soort meegekomen zijn met het geplante pootgoed. 